# 埃夫佐尼

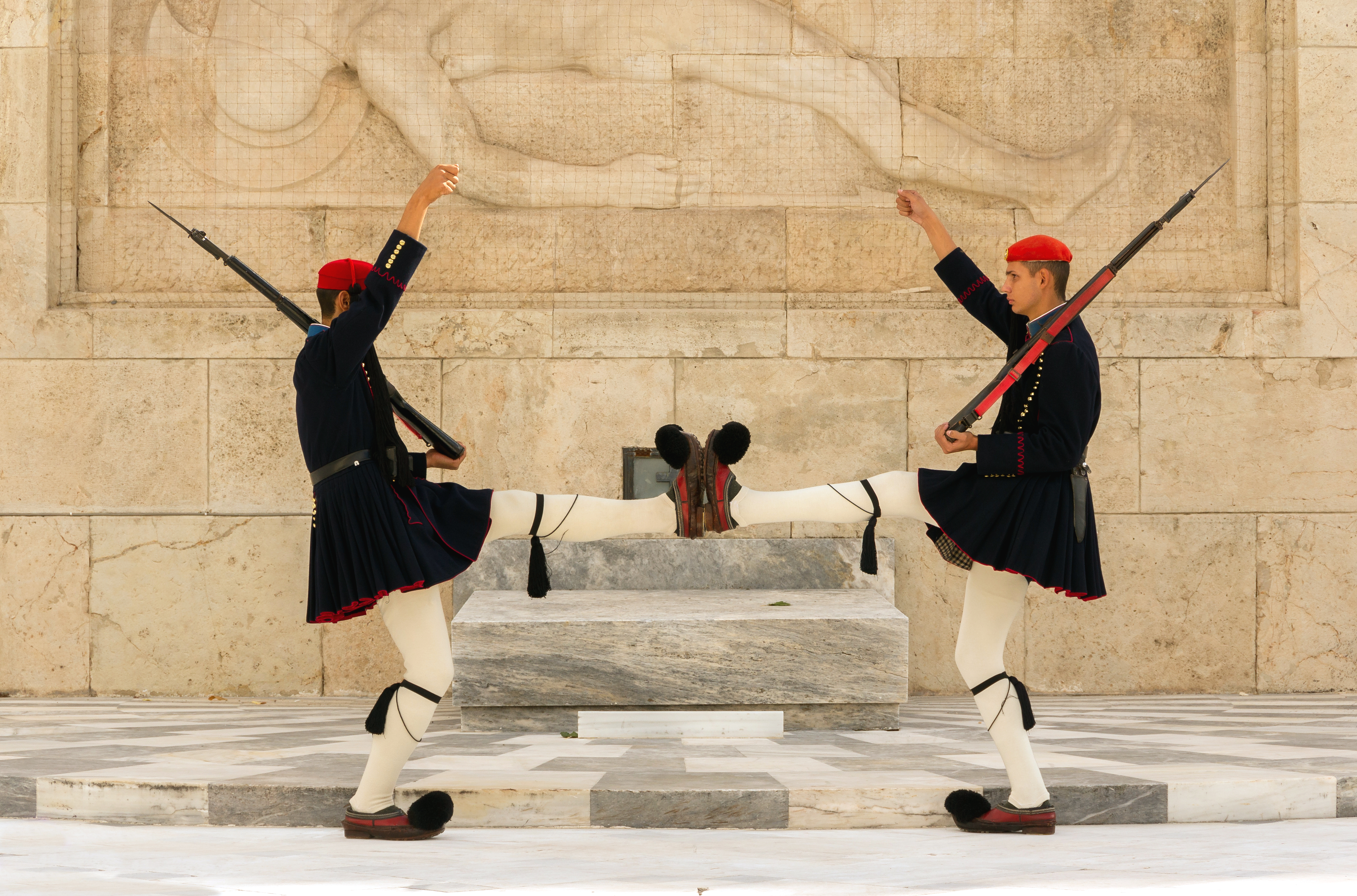
埃夫佐尼在雅典宪法广场无名烈士碑前的卫兵交接仪式。

埃夫佐尼是希臘的一支总统卫队（希臘語：Προεδρικής Φρουράς，Proedriki Froura），它其實就是一支仪仗部队，负责保护雅典宪法广场无名烈士纪念碑（Άγνωστος Στρατιώτης）以及希腊总统府。虽然总统卫队主要是支仪仗部队，不過每一名埃夫佐尼都来自于希腊陆军步兵、炮兵以及装甲兵等兵种。埃夫佐尼的士兵至少身高要達到1米96，而且要必須先在一支陆军部队中服役最少六个月，而后才能成为一名埃夫佐尼。 
埃夫佐尼的制服源自希腊独立战争期间反抗奥斯曼土耳其帝国占领军的克萊弗蒂斯。这种制服中最醒目的部分要属富斯塔内拉，它是一种苏格兰短裙式的服装。
1941年德國入侵希臘進入雅典時，德國軍官命令駐守雅典衛城的埃夫佐尼護旗官康斯坦丁诺斯·库基迪斯（Konstantinos Koukidis）將希臘國旗降下並交予德軍。康斯坦丁诺斯·库基迪斯降下國旗後拒絕交予德軍，為了忠誠將希臘國旗包裹身上後跳下衛城懸崖自殺，戰後希臘人將其視為烈士並在衛城立碑留念。

## 脚注
1. ↑  .   [2012-04-03]. （原始内容存档于2012-12-13）.